# Équipe du Japon des moins de 23 ans de football
Maillots
L'équipe du Japon des moins de 23 ans de football  est constituée par une sélection des meilleurs joueurs japonais de 23 ans ou moins sous l'égide de la Japan Football Association (JFA).
Depuis 1992, cette équipe représente le Japon aux Jeux olympiques après qu'il est statué que les effectifs doivent comprendre un maximum de trois joueurs dépassant l'âge de 23 ans. Avant cette date, c'est l'équipe A du Japon qui dispute la compétition, obtenant sa meilleure place en 1968 où elle termine troisième.
L'équipe participe également aux Jeux asiatiques, remportés en 2010, et à la Coupe d'Asie des moins de 23 ans, remporté en 2016 et en 2024. La sélection a la particularité de prendre le nom d'équipe du Japon des moins de 21 ans deux ans avant les Jeux olympiques et celui d'équipe du Japon des moins de 22 ans un an avant.

## Palmarès
- Jeux asiatiques :  Vainqueur en 2010
- Coupe d'Asie des moins de 23 ans :  Vainqueur en 2016 et 2024

## Parcours lors des Jeux olympiques
Avant l'édition 1992, c'est l'équipe A du Japon qui participe aux Jeux olympiques.
| Football aux Jeux olympiques | Football aux Jeux olympiques | Football aux Jeux olympiques | Football aux Jeux olympiques | Football aux Jeux olympiques | Football aux Jeux olympiques | Football aux Jeux olympiques | Football aux Jeux olympiques | Football aux Jeux olympiques |
| Année                        | Tour                         | Clas.                        | J                            | G                            | N                            | P                            | Bp                           | Bc                           |
| ---------------------------- | ---------------------------- | ---------------------------- | ---------------------------- | ---------------------------- | ---------------------------- | ---------------------------- | ---------------------------- | ---------------------------- |
| 1992                         | Non qualifiée                | -                            | -                            | -                            | -                            | -                            | -                            | -                            |
| 1996                         | 1er tour                     | 9                            | 3                            | 2                            | 0                            | 1                            | 4                            | 4                            |
| 2000                         | Quart de finale              | 5                            | 4                            | 2                            | 1                            | 1                            | 6                            | 5                            |
| 2004                         | 1er tour                     | 13                           | 4                            | 1                            | 0                            | 2                            | 6                            | 7                            |
| 2008                         | 1er tour                     | 15                           | 3                            | 0                            | 0                            | 3                            | 1                            | 4                            |
| 2012                         | 4e                           | 4                            | 6                            | 3                            | 2                            | 1                            | 6                            | 5                            |
| 2016                         | 1er tour                     | 10                           | 3                            | 1                            | 1                            | 1                            | 7                            | 7                            |
| 2020                         | 4e                           | 4                            | 6                            | 3                            | 1                            | 2                            | 8                            | 5                            |
| 2024                         | 1/4 de finale                |                              | 4                            | 3                            | 0                            | 1                            | 7                            | 3                            |
| 2028                         | À venir                      |                              |                              |                              |                              |                              |                              |                              |
| 2032                         | À venir                      |                              |                              |                              |                              |                              |                              |                              |
| Total                        | Total                        | Total                        | 32                           | 15                           | 4                            | 13                           | 45                           | 40                           |

## Sélections

### Olympique
Les joueurs suivants disputeront les JO 2020.
| Numéro / Nom       | Numéro / Nom      | Équipe actuelle     | Date de naissance et âge*  | J.              | Buts            |                 |                 |                 |
| Gardiens de but    | Gardiens de but   | Gardiens de but     | Gardiens de but            | Gardiens de but | Gardiens de but | Gardiens de but | Gardiens de but | Gardiens de but |
| ------------------ | ----------------- | ------------------- | -------------------------- | --------------- | --------------- | --------------- | --------------- | --------------- |
| 01                 | Keisuke Osako     | Sanfrecce Hiroshima | 28 juillet 1999 (21 ans)   | 0               | 0               | 0               | 0               | 0               |
| 12                 | Kosei Tani        | Shonan Bellmare     | 22 novembre 2000 (20 ans)  | 0               | 0               | 0               | 0               | 0               |
| 22                 | Zion Suzuki       | Urawa Red Diamonds  | 21 août 2002 (18 ans)      | 0               | 0               | 0               | 0               | 0               |
| Défenseurs         |                   |                     |                            |                 |                 |                 |                 |                 |
| 02                 | Hiroki Sakai      | Urawa Red Diamonds  | 12 avril 1990 (31 ans)     | 0               | 0               | 0               | 0               | 0               |
| 03                 | Yūta Nakayama     | PEC Zwolle          | 16 février 1997 (24 ans)   | 0               | 0               | 0               | 0               | 0               |
| 04                 | Ko Itakura        | Groningue           | 27 janvier 1997 (24 ans)   | 0               | 0               | 0               | 0               | 0               |
| 05                 | Maya Yoshida      | Sampdoria           | 24 août 1988 (32 ans)      | 0               | 0               | 0               | 0               | 0               |
| 13                 | Reo Hatate        | Kawasaki Frontale   | 21 novembre 1997 (23 ans)  | 0               | 0               | 0               | 0               | 0               |
| 14                 | Takehiro Tomiyasu | Bologne             | 5 novembre 1998 (22 ans)   | 0               | 0               | 0               | 0               | 0               |
| 15                 | Daiki Hashioka    | Saint-Trond         | 17 mai 1999 (22 ans)       | 0               | 0               | 0               | 0               | 0               |
| 20                 | Koki Machida      | Kashima Antlers     | 25 août 1997 (23 ans)      | 0               | 0               | 0               | 0               | 0               |
| 21                 | Ayumu Seko        | Cerezo Osaka        | 7 juin 2000 (21 ans)       | 0               | 0               | 0               | 0               | 0               |
| Milieux de terrain |                   |                     |                            |                 |                 |                 |                 |                 |
| 06                 | Wataru Endō       | VfB Stuttgart       | 9 février 1993 (28 ans)    | 0               | 0               | 0               | 0               | 0               |
| 07                 | Takefusa Kubo     | Getafe              | 4 juin 2001 (20 ans)       | 0               | 0               | 0               | 0               | 0               |
| 08                 | Kōji Miyoshi      | Antwerp             | 26 mars 1997 (24 ans)      | 0               | 0               | 0               | 0               | 0               |
| 10                 | Ritsu Doan        | PSV                 | 16 juin 1998 (23 ans)      | 0               | 0               | 0               | 0               | 0               |
| 11                 | Kaoru Mitoma      | Kawasaki Frontale   | 20 mai 1997 (24 ans)       | 0               | 0               | 0               | 0               | 0               |
| 16                 | Yuki Soma         | Nagoya Grampus      | 25 février 1997 (24 ans)   | 0               | 0               | 0               | 0               | 0               |
| 17                 | Ao Tanaka         | Kawasaki Frontale   | 10 septembre 1998 (22 ans) | 0               | 0               | 0               | 0               | 0               |
| Attaquants         |                   |                     |                            |                 |                 |                 |                 |                 |
| 09                 | Daizen Maeda      | Yokohama F. Marinos | 20 octobre 1997 (23 ans)   | 0               | 0               | 0               | 0               | 0               |
| 18                 | Ayase Ueda        | Kashima Antlers     | 28 août 1998 (22 ans)      | 0               | 0               | 0               | 0               | 0               |
| 19                 | Daichi Hayashi    | Sagan Tosu          | 23 mai 1997 (24 ans)       | 0               | 0               | 0               | 0               | 0               |
| Sélectionneur      |                   |                     |                            |                 |                 |                 |                 |                 |
|                    | Hajime Moriyasu   |                     | 23 août 1968 (52 ans)      |                 |                 |                 |                 |                 |

### Espoirs
Les joueurs suivants représentant les meilleurs joueurs de moins de 21 ans ont été appelés pour disputer une série de matchs amicaux contre l'Espagne et le Portugal les 18 et 22 novembre 2022.
Gardiens
- Masato Sasaki
- Zion Suzuki
- Leo Brian Kokubo

Défenseurs
- Riku Handa
- Seiya Baba
- Kaito Suzuki
- Seiji Kimura
- Hijiri Kato
- Kashif Bangnagande
- Taiga Hata

Milieux
- Sota Kawasaki
- Rihito Yamamoto
- Joel Chima Fujita
- Yuito Suzuki
- Kein Sato
- Shunsuke Mito
- Daiki Matsuoka
- Jun Nishikawa
- Koki Saito
- Yūta Matsumura

Attaquants
- Shota Fujio
- Yutaro Oda